# Olympische Jugend-Sommerspiele 2010/Teilnehmer (Fidschi)
| Gelbes Symbol für Goldmedaillen mit stilisierten Olympischen Ringen | Graues Symbol für Silbermedaillen mit stilisierten Olympischen Ringen | Braundes Symbol für Bronzemedaillen mit stilisierten Olympischen Ringen |
| ------------------------------------------------------------------- | --------------------------------------------------------------------- | ----------------------------------------------------------------------- |
| —                                                                   | —                                                                     | —                                                                       |

Die Jugend-Olympiamannschaft aus Fidschi für die I. Olympischen Jugend-Sommerspiele vom 14. bis 26. August 2010 in Singapur bestand aus fünf Athleten.
Der Leichtathlet Lepani Naivalu gewann im Staffellauf der Jungen die Bronzemedaille. Da diese aber mit einer gemischten Mannschaft gewonnen wurde, floss diese nicht in die offizielle Medaillenwertung ein.

## Athleten nach Sportarten

### Gewichtheben
| Mädchen - Louise Lolohea Klasse bis 58 kg: 9. Platz | Jungen - Charlie Lolohea Klasse bis 69 kg: 10. Platz |

### Leichtathletik
Jungen
- Lepani Naivalu
100 m: 7. Platz
Staffellauf: Bronze  (als Teil des Teams Ozeanien)

### Judo
Jungen
- Diau Bauro
Klasse bis 55 kg: 7. Platz
Mixed Team: 5. Platz (als Teil des Teams "Chiba")

### Schwimmen
Mädchen
- Tieri Erasito
200 m Freistil: 40. Platz (Vorrunde)
200 m Schmetterling: 22. Platz (Vorrunde)